# Форж (Вогези)
Форж (фр. Forges) је насељено место у Француској у региону Лорена, у департману Вогези.
По подацима из 2011. године у општини је живело 1995 становника, а густина насељености је износила 279,41 становника/km².

## Демографија
| 1962. | 1968. | 1975. | 1982. | 1990. | 2011. |
| ----- | ----- | ----- | ----- | ----- | ----- |
| 629   | 773   | 1.074 | 1.352 | 1.661 | 1.995 |